# Al Mashashitah
Al Mashashitah (en árebe المشاشطة) es una ciudad de Libia, a unos 32 km al oeste de Trípoli. Es conocida por los olivos, palmeras, y algunas verduras. La ciudad tiene una mezquita, llamada Mezquita Salem Almashat, que se estima que tiene unos 400 años de antigüedad. Al Mashashitah se encuentra dentro del distrito administrativo de Al Jfara.
- Datos: Q209025